# Genabea fragilis
Genabea fragilis är en svampart som beskrevs av Tul. & C. Tul. 1845. Genabea fragilis ingår i släktet Genabea och familjen Pyronemataceae.   Inga underarter finns listade i Catalogue of Life.